# Établissements de Rouen
Les Établissements de Rouen sont une constitution municipale rédigée vers 1170 et sanctionnée par Henri II Plantagenêt qui consigne les rapports entre le roi et la Commune de Rouen.

## Histoire
Les Établissements de Rouen sont un modèle-type de charte adopté aux XIIe siècle et XIIIe siècle par plusieurs villes sous administration anglaise. Ils servent de modèle à de nombreuses chartes de commune, y compris lorsque le roi de France en accorde de nouvelles dans les territoires nouvellement conquis sur ses adversaires Plantagenêt. Là aussi, les communes servent de soutien à l’autorité centrale : Henri II s’appuie sur les villes pour contrer la révolte de ses fils en 1173. C’est avec les chartes inspirées des Établissements de Rouen, à partir du milieu des années 1170, que les souverains ont commencé à attribuer un rôle militaire aux villes dotées d’une charte de commune : elles doivent assurer leur propre défense ; puis le souverain peut demander un service d’ost aux communes (bien que les Capétiens se soient renforcés de troupes paroissiales depuis la fin du XIe siècle). Philippe Auguste fait préciser dans les chartes qu’il accorde ou confirme un contingent que lui doivent les communes quand il part en campagne.

## Constitution
Ce statut confiait les pouvoirs municipaux à un maire assisté de 3 collèges :
- 100 pairs ;
- 24 jurés ;
- 12 échevins et 12 conseillers.